# チョイスルベイ空港
チョイスルベイ空港はソロモン諸島チョイスル島北西のチョイスル湾に位置するタロ島にある空港。

## 就航路線
| 航空会社     | 就航地 |
| ------------ | ------ |
| ソロモン航空 | ギゾ   |